# Igaz ügy hadművelet
Az „Igaz ügy” hadművelet (angolul Operation Just Cause) Panama Amerikai Egyesült Államok hadereje által történő megszállásának fedőneve volt. Az 1989. december 20-án megkezdett hadművelet során az amerikai csapatok kulcspozíciókat foglaltak el, aminek hatására a panamai fegyveres erők letették a fegyvert. A beavatkozás egyik célja az volt, hogy helyreállítsák a status quo-t a csatorna területén és elfogják Manuel Noriega tábornokot, Panama de facto diktátorát. Az Egyesült Nemzetek Közgyűlése és az Amerikai Államok Szervezete egyaránt elítélte a hadműveletet, a nemzetközi jog megsértéseként.

## Előzmények
A Kolumbiától 1903-ban elszakadó Panamai Köztársaság területén 1914-ben átadott Panama-csatorna megnyitása óta kulcsfontosságú szerepet tölt be az Egyesült Államok amerikai stratégiai terveiben. Az 1983-ban vezérkari főnökké előlépő, a hatalmat gyakorlatilag saját kezében tartó Manuel Noriega tábornok ideális személynek tűnt, hiszen az 1950-es évek vége óta a CIA ügynökeként tevékenykedett.
A tábornok azonban pénzmosási és kábítószerügyletekbe keveredett, és gyaníthatóan manipulálta a választási eredményeket, amivel bizonytalan helyzetet hozott létre a térségben, és az Egyesült Államok ellenszenvét is kivívta. 1989. december 15-én Noriegát a törvényhozó testület főhatalommal ruházta fel, ő pedig deklarálta a hadiállapotot az Egyesült Államokkal. Másnap a Panamai Véderő lelőtt egy civil ruhás, fegyvertelen amerikai haditengerésztisztet. December 17-én George H. W. Bush elnök elrendelte a bosszút, az úgynevezett „Igaz ügy” hadművelet megindulását.

## A hadművelet
1989. december 20-án, helyi idő szerint éjjel egy órakor 13 000 amerikai katona szállt partra az Egyesült Államok ellenőrzése alatt álló Csatorna-övezetben, ahol eleve ugyanennyi fegyveres állomásozott. A Carl Stiner tábornok által vezetett amerikai haderő minden tekintetben fölényben volt a panamaival szemben.
Az amerikai erők először stratégiai célpontok, így különféle katonai parancsnokságok és a panamavárosi Punta Paitilla repülőtér ellen indítottak támadást. Komolyabb harcok csak a főparancsnokság (La Comandancia) környékén, a népes El Chorillo negyedben zajlottak, amit az amerikai légierő súlyos bombázásoknak tett ki (13 óra alatt 422 bombát dobtak le). A bombázásoknak számos civil áldozata is volt. Pár órával a támadás megindulását követően beiktatták Guillermo Endara elnököt, a Noriega által semmisnek nyilvánított választások nyertesét.
A harcok még napokig folytatódtak a Noriegához hű paramilitáris egységek, a Batallónes de la Dignidad (A Becsület Zászlóaljai) ellen. A Panamai Véderő pusztulását követően elharapóztak a vagyon elleni bűncselekmények, azonban a megszállók fő feladata az elnök megtalálása volt, ugyanis kézre kerítőjének egymillió dolláros jutalom járt. Az egy ideig menekülő Noriega végül a vatikáni követségen, a pápai nunciatúrán keresett menedéket. Itt az ún. PSYOP-erők (psychological operation) éjjel-nappal elviselhetetlenül hangos rockzenével terrorizálták mind őt, mind a nagykövetségen lakókat és dolgozókat, hogy ezzel bírják rá őt a megadásra vagy a nagykövetséget a kiadására. Ez két héten belül január 3-án meg is történt.

## Következmények

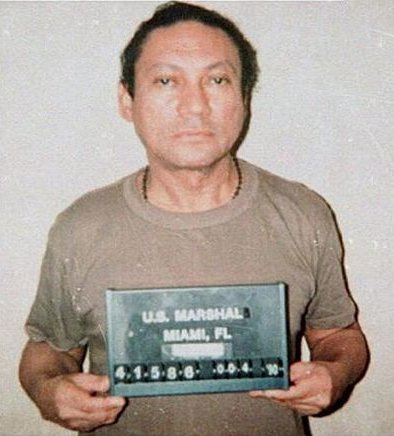
Manuel Noriega őrizetben

1990 januárjában az amerikai taktikai erőket kivonták az országból, de a hadsereg nagy része helyben maradt, hogy segítsen az újjáépítésben. A Torrijos–Carter-egyezmény jegyében nem sokkal az Igaz ügy hadművelet megkezdése után került volna sor a Panamai-csatorna kiürítésére. A háborús helyzet miatt azonban mindez csak 1999-ben történt meg.
Endara elnök kormányát az 1994-es választásokon leváltották, azóta sem került hatalomra.
Noriegát Floridába szállították, ahol kábítószerügyletei miatt 1992. szeptember 26-án negyvenévnyi büntetésre ítélték Miamiban. Később a letöltendő szabadságvesztést harminc évre mérsékelték. 2004. december 4-én kisebb infarktust szenvedett, ezért áthelyezték egy kórházba.  1995-ben Panamában is elítélték emberölés vádjával, kiadatását kérték Washingtontól. Noriega 2017-ben meghalt panamai házi őrizetben.